# Stelling van Friedlander-Iwaniec
In de analytische getaltheorie, een deelgebied van de wiskunde, stelt de stelling van Friedlander-Iwaniec dat er een oneindig aantal priemgetallen bestaat van de vorm 
{\displaystyle a^{2}+b^{4}}.
De eerste van deze priemgetallen zijn
2(a=1,b=1), 5(a=2,b=1), 17(a=1,b=2), 37(a=6,b=1), 41, 97, 101, 137, 181, 197, 241, 257, 277, 281, 337, 401, 457, 577, 617, 641, 661, 677, 757, 769, 821, 857, 881, 977, … (reeks A028916 op OEIS)
Het aantal gehele getallen van de vorm  {\displaystyle a^{2}+b^{4}} kleiner dan {\displaystyle X} is ruwweg van de orde {\displaystyle X^{3/4}}.
De stelling werd in 1997 bewezen door John Friedlander en Henryk Iwaniec. Bij het leveren van dit bewijs maakten zij gebruik van zeeftechnieken, dit in een vorm die de asymptotische zeefmethode van Enrico Bombieri uitbreidt. Iwaniec kreeg in 2001 mede voor dit werk de Ostrowski-prijs.

## Voetnoten
1. ↑  G. van Golstein Brouwers, D. Bamberg, J. Cairns, Totally Goldbach numbers and related conjectures, Australian Mathematical Society Gazette, vol. 31, issue 4, 2004, blz. 251–255, hier blz. 254.
2. ↑  reeks A028916 op OEIS
3. ↑  "Iwaniec, Sarnak, and Taylor Receive Ostrowski Prize"